# П'єр Ісса
П'єр Ісса (англ. Pierre Issa, нар. 11 вересня 1975, Джермістон, ПАР) — колишній південноафриканський футболіст, що грав на позиції захисника. Виступав за національну збірну ПАР.

## Клубна кар'єра
У дорослому футболі дебютував 1994 року виступами за команду клубу «Дюнкерк», в якій провів один сезон.
Своєю грою за цю команду привернув увагу представників тренерського штабу клубу «Марсель», до складу якого приєднався 1995 року. Відіграв за команду з Марселя наступні шість сезонів своєї ігрової кар'єри.
Згодом з 2001 по 2005 рік грав у складі команд клубів «Вотфорд», «Олімпік» (Бейрут) та «Іонікос».
Завершив професійну ігрову кар'єру у клубі ОФІ, за команду якого виступав протягом 2005—2009 років.

## Виступи за збірну
1997 року дебютував в офіційних матчах у складі національної збірної ПАР. Протягом кар'єри у національній команді, яка тривала 10 років, провів у формі головної команди країни 47 матчів.
У складі збірної був учасником чемпіонату світу 1998 року у Франції, Кубка африканських націй 2000 року в Гані та Нігерії, на якому команда здобула бронзові нагороди, Кубка африканських націй 2002 року в Малі, чемпіонату світу 2002 року в Японії та Південній Кореї, Кубка африканських націй 2006 року в Єгипті.

## Титули і досягнення
- Бронзовий призер Кубка африканських націй: 2000